# Критерий Краскела — Уоллиса
Критерий Краскела — Уоллиса предназначен для проверки равенства медиан нескольких выборок. Данный критерий является многомерным обобщением критерия Уилкоксона — Манна — Уитни. Критерий Краскела — Уоллиса является ранговым, поэтому он инвариантен по отношению к любому монотонному преобразованию шкалы измерения.
Известен также под названиями: H-критерий Краскела — Уоллиса, однофакторный дисперсионный анализ Краскела — Уоллиса (англ. Kruskal — Wallis one-way analysis of variance), тест Крускала — Уоллиса (англ. Kruskal — Wallis test). Назван в честь американских математиков Уильяма Краскела и Аллена Уоллиса.

## Примеры задач
Проходит чемпионат мира по футболу. Первая выборка — опрос болельщиков с вопросом «Каковы шансы на победу сборной России?» до начала чемпионата. Вторая выборка — после первой игры, третья — после второго матча и т. д. Значения в выборках — шансы России на победу по десятибалльной шкале (1 — «никаких перспектив», 10 — «отвезти в Россию кубок — дело времени»). Требуется проверить, зависят ли результаты опросов от хода чемпионата.

## Описание критерия
Заданы {\displaystyle k} выборок:
{\displaystyle x_{1}^{n_{1}}=\{x_{11},\;\ldots ,\;x_{1n_{1}}\},\;\ldots ,\;x_{k}^{n_{k}}=\{x_{k1},\;\ldots ,\;x_{kn_{k}}\}}.
Объединённая выборка будет иметь вид:
{\displaystyle x=x_{1}^{n_{1}}\cup x_{2}^{n_{2}}\cup \ldots \cup x_{k}^{n_{k}}.}
Дополнительные предположения:
1. все выборки простые, объединённая выборка независима;
2. выборки взяты из неизвестных непрерывных распределений {\displaystyle F_{1}(x),\;\ldots ,\;F_{k}(x)}.

Проверяется нулевая гипотеза {\displaystyle H_{0}\colon F_{1}(x)=\ldots =F_{k}(x)} при альтернативе {\displaystyle H_{1}\colon F_{1}(x)=F_{2}(x-\Delta _{1})=\ldots =F_{k}(x-\Delta _{k-1})}.
Упорядочим все {\displaystyle N=\sum _{i=1}^{k}n_{i}} элементов выборок по возрастанию и обозначим {\displaystyle R_{ij}} ранг {\displaystyle j}-го элемента {\displaystyle i}-й выборки в полученном вариационном ряду.
Статистика критерия Краскела — Уоллиса для проверки гипотезы о наличии сдвига в параметрах положения двух сравниваемых выборок имеет вид:
{\displaystyle H=\sum _{i=1}^{k}\left(1-{\frac {n_{i}}{N}}\right)\left\{{\frac {{\bar {R}}_{i}-{\dfrac {N+1}{2}}}{\sqrt {\dfrac {(N-n_{i})(N+1)}{12n_{i}}}}}\right\}^{2}={\frac {12}{N(N+1)}}\sum _{i=1}^{k}n_{i}\left({\bar {R}}_{i}-{\frac {N+1}{2}}\right)^{2}=}
{\displaystyle ={\frac {12}{N(N+1)}}\sum _{i=1}^{k}{\frac {R_{i}^{2}}{n_{i}}}-3(N+1)},
где
{\displaystyle R_{i}=\sum _{j=1}^{n_{i}}R_{ij}};
{\displaystyle {\bar {R}}_{i}={\frac {1}{n_{i}}}R_{i}}.
Гипотеза сдвига отклоняется на уровне значимости {\displaystyle \alpha }, если {\displaystyle H\geqslant H_{\alpha }}, где {\displaystyle H_{\alpha }} — критическое значение, при {\displaystyle k\leqslant 5} и {\displaystyle n_{i}\leqslant 8} вычисляемое по таблицам. При бо́льших значениях применимы различные аппроксимации.

### Аппроксимация Краскела — Уоллиса
Пусть
{\displaystyle M={\frac {N^{3}-\displaystyle {\sum _{i=1}^{k}n_{i}^{3}}}{N(N+1)}}};
{\displaystyle \nu _{1}=(k-1){\frac {(k-1)(M-k+1)-V}{{\dfrac {1}{2}}MV}}};
{\displaystyle \nu _{2}={\frac {M-k+1}{k-1}}\nu _{1}};
{\displaystyle V=2(k-1)-{\frac {2\left\{3k^{2}-6k+N(2k^{2}-6k+1)\right\}}{5N(N+1)}}-{\frac {6}{5}}\sum _{i=1}^{k}{\frac {1}{n_{i}}}}.
Тогда статистика {\displaystyle F={\frac {H(M-k+1)}{(k-1)(M-H)}}} будет иметь при отсутствии сдвига {\displaystyle F}-распределение с {\displaystyle \nu _{1}} и {\displaystyle \nu _{2}} степенями свободы. Таким образом, нулевая гипотеза отклоняется на уровне значимости {\displaystyle \alpha }, если {\displaystyle F>F_{\alpha }(\nu _{1},\;\nu _{2})}.

### Аппроксимация Имана — Давенпорта
В соответствии с ней нулевая гипотеза сдвига отклоняется с достоверностью {\displaystyle \alpha }, если {\displaystyle J\geqslant J_{\alpha }}, где {\displaystyle J={\frac {H}{2}}\left(1+{\frac {N-k}{N-1-H}}\right)}; {\displaystyle J_{\alpha }=\left\{(k-1)F_{\alpha }(k-1;\;N-k)+\chi _{\alpha }^{2}(k-1)\right\}}, {\displaystyle F_{\alpha }(f_{1};\;f_{2})} и {\displaystyle \chi _{\alpha }^{2}(a)} — соответственно критические значения статистик Фишера и хи-квадрат с соответствующими степенями свободы.
Это более точная аппроксимация, чем аппроксимация Краскела — Уоллиса. При наличии связанных рангов (то есть когда совпадают значения величин из разных выборок и им присваиваются одинаковые средние ранги) необходимо использовать модифицированную статистику {\displaystyle H^{*}=H\left\{1-\left(\sum _{j=1}^{q}{\frac {T_{j}}{N^{3}-N}}\right)\right\}^{-1}}, где {\displaystyle T_{j}=t_{j}^{3}-t_{j}}; {\displaystyle t_{j}} — размер {\displaystyle j}-й группы одинаковых элементов; {\displaystyle q} — количество групп одинаковых элементов. При {\displaystyle n_{i}\geqslant 20} справедлива аппроксимация распределения статистики {\displaystyle H}; {\displaystyle \chi ^{2}}-распределением с {\displaystyle f=k-1} степенями свободы, то есть нулевая гипотеза отклоняется, если {\displaystyle H\geqslant \chi _{\alpha }^{2}(k-1)}.